# Хведодах

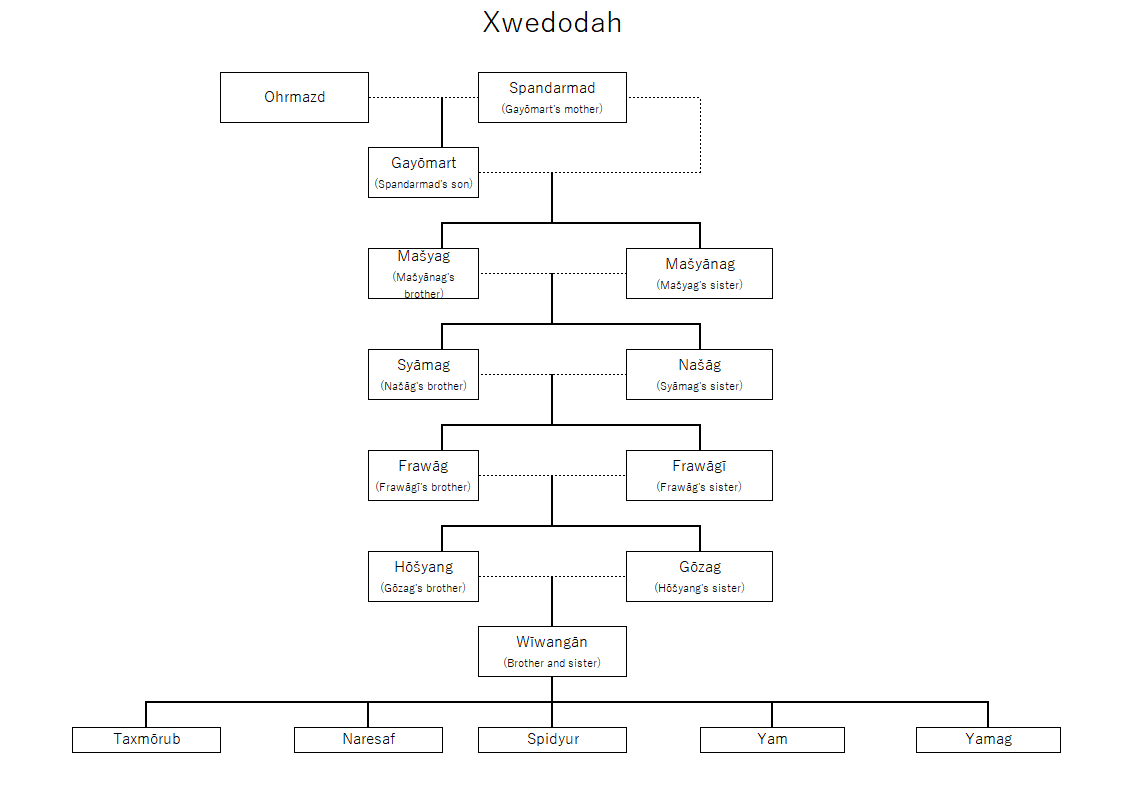
Генеалогическое дерево Машйи и Машйаны и их потомков

Хведодах, или хваэтвадата (перс. خویدوده‎; khwēdōdah; авестийский: xᵛae¯tuuadaθa) — разновидность инцестного брачного союза, частный случай близкородственного брака, описанный в Авесте (священном писании зороастризма), и который, как предполагается, исторически практиковался в зороастризме до завоевания Персии мусульманами в середине VII века.

## Хведодах в зороастризме
Такие браки, по преданию, вдохновлялись зороастрийской космогонией и считались благочестивыми. В зороастризме это был высокий акт поклонения, и за его неисполнение полагалось наказание. Такая форма прямого семейного инцестного брака позволяла зороастрийцам брать в жёны своих сестёр, дочерей, внучек и собственных матерей. Хведодах широко практиковался царскими особами и знатью, а также, возможно, духовенством, но неизвестно, практиковался ли он в семьях других сословий.
В современном зороастризме он практически не встречается, отмечается, что он исчез как практика к XI веку нашей эры.

## Этимология
Если авестийский термин xᵛaētuuadaθa ещё имеет неоднозначное значение и функцию в младоавестийских текстах, то только позднее в среднеперсидском языке он начинает использоваться в своём современном виде<. Самое раннее использование слова Хведодах на среднеперсидском языке встречается в надписи Каабы Зороастра в Накше-Рустаме. В современной литературе вновь появляется стиль XIX века qaêtvadatha (с q вместо авестийского x) и аналогичные надписи.
Первая часть соединения, по-видимому, представляет собой «семью» (или что-то подобное) Хито (xᵛaētu), которую принято считать производной от «себя» (xᵛaē-) с суффиксом -ты (-tu-), хотя это не совсем однозначно. Вторая часть, vadaθa, в настоящее время обычно рассматривается как производное от глагола (от * Wad-) «приводить к браку», родственного другим иранским и индоевропейским языкам, обозначающим брак или брачного партнёра (ср. с древним индийским). «Жена» Ав. Vaδū; пехлевийское wayūg (перс. bayu) «невеста»; авестийское vaδut «та, которая достигла брачного возраста»; пехлевийское wayūdag «комната невесты».
Эта этимология была предложена Карлом Голднером, принята Эмилем Бенвенистом и Кристианом Бартоломе и стала популярным мнением среди западных ученых. Однако ни в ведийском, ни в авестийском корне vadh нет корня *vadha-; в Авесте корни vāδaya и upa.vāδaiia- «вести (замуж)» и uzuuāδaiia — «покидать отчий дом». vadh- ведийское, vad-авестийское не следует путать с vah-авестийским «брать», vaz-авестийским с uhyá- неизвестная форма.

## Зороастрийские религиозные источники
Большая часть пехлевийских текстов снабжена комментариями Эдварда Уильяма Веста. Краткие оценки и ссылки включают Фридриха Шпигеля и стандартные книги по зороастризму, такими как книги Мэри Бойс.

### Авестийские
В древних авестийских текстах, известных как Гаты, которые, как считается, были написаны основателем веры Заратуштрой, Армаити из Амеша Спента называется «дочерью» Ахурамазды, высшего божества в зороастризме. В младоавестийских текстах яштов, в частности в «Фравардин Яшт», говорится о том, что эти отношения не являются буквально семейными, а представляют собой единство сущности и природы, а Ахура Мазда выступает в роли «отца и полководца» группы. В самом молодом авестийском тексте «Видевдат», моча овец, быков и тех, кто женится на близких родственниках, считается особенно чистой, не испорченной Ангра-Майнью, и поэтому может использоваться трупоносцами для омовения и очищения.

### Пехлевийские
В пехлевийской/среднеперсидской литературе постсасанидского зороастризма хведодах стал более прочной доктриной. В зороастрийской космогонии, как объясняется в пехлевийском тексте «Бундахишн», Ахурамазда считается не породившим другие божественные творения, а скорее создавшим или поставившим их на свои места и называемым одновременно «матерью», через духовное воспитание, и «отцом», через материальное развитие, всего сущего. И «Денкард», в котором есть отрывки, поощряющие это действие, и «Дадестан-и Дениг» утверждают, что не только мир был создан посредством хведодаха, но и человечество от кровосмесительного брака Машьи и Машьяны, которые родились от духовно-кровосмесительных отношений Гайомарта (произведённых от хведодаха с Армаити) и Спента Армаити, также развившегося из него к удовольствию Ахурамазды. В третьей книге «Денкарда», представляющей собой сборник литературы Мудрости, которая иногда может противоречить сама себе, в вопросе о том, уместно ли жениться на еврейке, хведодах называется не кровосмесительным браком, а браком по вере, который рассматривается как обеспечивающий честь и силу тем, кто вступает в него, и может включать кровосмесительные отношения различного рода. Ревайаты, датируемые 1400-ми годами и представляющие собой серию сообщений духовенства, ещё более укрепляют этот более широкий взгляд на хведодах, поощряя кровосмесительный характер этой практики и отмечая, что она не существовала в течение многих веков, а в «Шахнаме» упоминается вскользь. Согласно ревайатам, брак между матерью и её сыном является наиболее превосходным типом хведодаха, за ним следует брак между отцом и дочерью, а за ним — брак между братом и сестрой. Хведодах становится ещё более превосходным, если мать/дочь является сестрой своего сына/отца.

## Не-зороастрийские источники
Существует 60 внешних источников, в которых упоминаются зороастрийско-персидские инцестные браки между братом и сестрой — от греков, римлян, армян, арабов, индийцев, тибетцев и китайцев, начиная с V в. до н. э. и заканчивая XV в. н. э., то есть примерно 2000 лет. Для поддержания стабильности в многонациональной империи исламский халифат разрешал вновь завоёванным территориям сохранять свои обычаи и традиции при условии подчинения и уплаты налогов. Таким образом, зороастрийский инцест между братом и сестрой продолжал существовать вплоть до средневековья.

### Греко-римские
В греческих источниках, таких как Ксанф Лидийский и Ктесий Книдский, упоминается, что жрецы-маги вступали в сексуальные и брачные отношения со своими родственниками, в то время как Геродот утверждает, что до Камбиса I это не было персидской практикой. Римские поэты Катулл и Овидий упоминают об инцестуальных отношениях в Персидской империи, а Квинт Курций Руф в своих «Историях» сообщает, что согдианский правитель Сисимитр произвёл на свет двух сыновей от своей собственной матери.

### Иудейские
Вавилонские иудейские раввины сформулировали в Талмуде теоретико-правовое толкование сексуальных отношений между братьями и сёстрами, запрещённых для евреев и разрешённых для неевреев, в свете зороастрийской доктрины хведодаха. Филон Александрийский рассказывал, что плод кровосмесительных отношений высокого происхождения сам по себе считался возвышенным и благородным, в то время как Талмуд отмечает случаи, в которых ситуации, сравнимые с хведодахом, являются как разрешёнными, так и наказуемыми, но без прямого упоминания зороастризма в текстах.

### Исламские
Аль-Саалиби пишет, что Заратустра, должно быть, узаконил браки и сделал их халяльными между братьями и сёстрами, отцами и дочерями, поскольку Адам женил своих сыновей на своих дочерях. Аль-Масуди сообщал, что Ардашир I велел своему народу жениться на близких родственниках, чтобы укрепить семейные узы. Абу Хайян ат-Таухиди объявил историческую практику порочной, неразумной и обманчивой по сравнению с арабскими обычаями и отметил, что она приводила к врождённым дефектам и была им ошибочно названа практикой, которой не занимаются даже животные. Retrieved 2020-07-28.</ref>. Ибн аль-Джаузи в своём труде «Талбис аль-Иблис» утверждает, что Заратустра действительно проповедовал эти заповеди, которые в то время были распространены среди парсов. Фирдоуси упоминает об инцесте между Бахманом и его сестрой Хомой.

### Христианские
Евсевий ссылается на гностического богослова Бардесана, который утверждал, что персы приносили эту практику с собой, куда бы они ни шли, и что жречество Маги продолжало практиковать её и в его время, а Псевдо-Климент и Василий Кесарийский отмечали незаконность такой практики по сравнению с христианской доктриной. Езник Кохбаци обвинил Заратустру в том, что он разработал своё учение из-за собственного желания видеть его распространение среди своего народа, а Иероним причислил персов к эфиопам, мидийцам и индийцам как тех, кто совокуплялся с женщинами из своих семей. Синод Бет-Лапата выступил с прокламациями против христиан, подражающих практике хведодаха, причём патриарх Аба I, бывший зороастриец, выступил против этой практики.
Наиболее полные сведения получены от восточных христиан, живших под персидским владычеством, которые писали, что это не просто выдуманные истории далёких людей, а вполне реальная и широко распространённая практика. Исобохт, несторианский патриарх Персии, написал много книг на эту тему, призывая христиан и другие народы не практиковать этот обычай.

### Китайские
По свидетельству китайского путешественника Ду Хуана (ум. 751—762 гг.), религиозный закон Сюнь-сюнь, относящийся к неавраамической религии на Ближнем Востоке, вероятно, зороастризму или манихейству, разрешал членам клана вступать в межродовые браки. В качестве примера можно привести двуязычные пехлевийско-китайские надгробные надписи в Сиане, в которых покойная женщина из рода князей Сурин читается по-китайски как «жена», а по-пехлевийски — «дочь».